# María Andrea Recalde
María Andrea Recalde (Villa Dolores, Córdoba, Argentina, 28 de enero de 1975), es una arqueóloga argentina que se especializa en arte rupestre. Ha realizado sus investigaciones en los pastizales de altura de las Sierras Grandes, el occidente de las Sierras Centrales y actualmente trabaja en las Sierras del Norte, localidad de Cerro Colorado (Argentina).

## Educación y carrera académica
Recalde ingresó a la Universidad Nacional de Córdoba (UNC) en 1993, donde estudió en la Escuela de Historia, de la Facultad de Filosofía y Humanidades (FFYH). En dicha casa de estudios, obtuvo los títulos de Licenciada y profesora en Historia. En 2009, se doctoró en Historia con el trabajo final: “Las representaciones rupestres de la Sierras Centrales y su relación con las estrategias de explotación de recursos de las comunidades Prehispánicas”, el cual fue dirigido por el Dr. Eduardo Berberián y la Dra. Beatriz Bixio.
En 2013, ingresó al Consejo Nacional de investigaciones Científicas y Técnicas (CONICET) y se desempeña como Investigadora Adjunta. Ejerce el cargo de Profesora Asistente en la Cátedra de Prehistoria y Arqueología de la FFYH, e integra el Área de Arqueología del Instituto de Estudios Históricos/Centro de Estudios Históricos, Prof. S. A. Segreti (IEH-CEH/CONICET). Además, forma parte del Programa Ciencia para Armar/Arte para Armar, organizado desde la Secretaría de Ciencia y Técnica (SECyT) de la UNC, como un espacio de articulación entre los investigadores y docentes de esta casa institución y las escuelas de la Provincia de Córdoba.

## Investigaciones
Desarrolla sus investigaciones en el área de Sierras Centrales, ubicadas en la Provincia de Córdoba. En las Sierras Grandes, ha trabajado sobre el período cazador-recolector durante el Holoceno tardío inicial (4200-2000 AP [Anterior al Presente]). Esta época está caracterizada como una etapa de cambios centrados en un incremento de la demografía, reducción de la movilidad, amplitud de la dieta, y el surgimiento de las primeras expresiones sobre la construcción de límites territoriales y espacios de negociación de la memoria social. La investigadora refuerza esta hipótesis a partir de la identificación para la región central del primer sitio con arte rupestre asignado a cazadores-recolectores, el cual fue fechado en 3000 AP.
En las Sierras Occidentales, llevó adelante las investigaciones que permitieron identificar la inclusión de los paisajes chaqueños del Valle de Guasapampa a los circuitos de movilidad estacional que las pueblos originarios desarrollaron durante el Holoceno tardío final.
Desde 2013, desarrolla su trabajo de investigación en la localidad de Cerro Colorado, en el marco del Equipo de Investigación de las Sierras del Norte. Aunque la temática central abarca el papel desempeñado por el arte rupestre en las prácticas sociales del Período Prehispánico Tardío, también ha avanzado sobre la definición de las estrategias productivas desarrolladas en el proceso de intensificación económica definido para Sierras Centrales. Los trabajos que desarrolló junto a la Dra. Laura López, le permitieron identificar en los espacios residenciales excavados en Cerro Colorado, cultivos como la quinoa (Chenopodium quinoa) y posiblemente papa. También recursos silvestres, e.g. aguaribay (Schinus areira).

## Obras seleccionadas
- El Arte Rupestre de Argentina Indígena (2005)
- Representaciones rupestres y sitios de ocupación transitoria en el período agroalfarero tardío: los casos de Charquina 2 y Cerco de la Cueva 3 en el Valle de Guasapampa (Córdoba) (2009)
- Profundidad temporal y diversidad de los temas, soportes y contextos de producción identificados en el arte rupestre de la región central de las Sierras Grandes (prov. de Córdoba, Argentina) (2009)
- Variabilidad de la explotación de recursos faunísticos durante el Holoceno en las Sierras de Córdoba (Argentina): una aproximación zooarqueológica. (2010)
- Paisajes con memoria: El papel del arte rupestre en las prácticas de negociación social del sector central de las sierras de Córdoba (Argentina) (2015)
- The archeeological landscape of Late Prehispanic mixed foraging and cultivation economy (Sierras of Cordoba, Argentina) (2016)
- Cuadernos del Instituto Nacional de Antropología y Pensamiento Latinoamericano, Series Especiales, Vol. 5 (2017)
- Las sociedades prehispánicas tardías en la región septentrional del centro de Argentina (Sierra del Norte, Córdoba, Argentina) (2017) https://scielo.conicyt.cl/scielo.php?script=sci_arttext&pid=S0717-73562017000400573
- Memory in the stone. Rock art landscape at Cerro Colorado as a negotiation space for social memory (2018) https://www.taylorfrancis.com/books/e/9781315232782/chapters/10.4324/9781315232782-5
- Representaciones rupestres de animales en Cerro Colorado (Sierras del Norte, centro de Argentina), y su papel en la construcción de identidades durante el Prehispánico Tardío (ca. 1500-450 AP) (2019) https://scielo.conicyt.cl/scielo.php?script=sci_arttext&pid=S0718-68942019000100083&lng=es&nrm=iso